# Une autre histoire
Pour les articles homonymes, voir Une autre histoire (homonymie).
Singles de Gérard Blanc
Du soleil dans la nuit
(1988)
Pistes de Ailleurs pour un ailleurs
Lance un cri
(4) Tonton bâton
(6)
Une autre histoire est une composition du chanteur Gérard Blanc sortie en 1986. Elle est le premier extrait de son premier album solo Ailleurs pour un ailleurs. L'auteur de la chanson est Marc Strawzynski. Annie Pujol, alors compagne de Gérard Blanc, apparaît dans le clip de la chanson.
La chanson est devenue un grand succès en France pendant l'été 1987. Elle se classe no 2 du Top 50 en France et devient la chanson phare du chanteur.

## Contexte et sortie
Après avoir été membre du groupe Martin Circus, Gérard Blanc commence une carrière solo en tant que chanteur en 1986. Il sort son premier single la même année, Une autre histoire, écrit et composé par Marc Strawzynski et Gérard Blanc lui-même,. 
Le clip vidéo de la chanson a été réalisé par Michaël Schock et tourné dans le désert marocain. Il montre l'animatrice française Annie Pujol, alors compagne de Gérard Blanc.
La chanson est incluse sur le premier album de Gérard Blanc, Ailleurs pour un ailleurs en 1988. Un maxi 45 tours contenant des versions remixées a été produit pour les discothèques. Une version anglaise, There Must Be a Woman, a également vu le jour en 1988.

## Accueil commercial
Le 6 juin 1987, Une autre histoire démarre à la 43e place du Top 50, grimpe rapidement et atteint finalement la deuxième place, et y reste pendant deux semaines non consécutives, bloqué d'abord par La Isla Bonita de Madonna, puis par Joe le taxi de Vanessa Paradis. Il est resté 15 semaines parmi les dix premières places et 25 semaines dans le Top 50 au total. Le single a été certifié disque d'or par le Syndicat national de l'édition phonographique, et s'est écoulé à plus de 900 000 exemplaires. Dans le classement paneuropéen Eurochart Hot 100, le single démarre à la 86e place le 27 juin 1987, atteignant la 28e place au cours de sa onzième semaine et restant dans le classement 23 semaines au total.

## Récompenses
En 1987, Gérard Blanc remporte le grand prix de la SACEM à la suite du succès de la chanson. Une autre histoire permet au chanteur d'être nommé aux Victoires de la musique la même année, dans la catégorie révélation masculine,.

## Liste des titres
| A. | Une autre histoire | 4:30 |
| B. | Dans quelle vie ?  | 4:40 |

| A. | Une autre histoire | 4:30 |
| B. | Dans quelle vie ?  | 5:25 |

| A. | Une autre histoire (Spécial Remix Club par Dimitri from Paris)  | 8:52 |
| B. | Une autre histoire (Spécial Remix Radio par Dimitri from Paris) | 4:27 |

## Crédits
- Gérard Blanc – chant, arrangements
- Thierry Durbet – arrangements
- Kamil Rustam – guitare
- Georges Costa, Michel Costa – chœurs
- Franck Segarra, Jean-Philippe Bonichon – ingénieur du son
- Jean-Jacques Souplet, Olivier Zameczkowski – réalisateur
- Dominique Palombo – photographie

Crédits adaptés des notes d'accompagnement.

## Classements et certifications
| Classement (1987)          | Meilleure position |
| -------------------------- | ------------------ |
| Europe (Eurochart Hot 100) | 28                 |
| France (SNEP)              | 2                  |

| Classement (1987) | Position |
| ----------------- | -------- |
| France (SNEP)     | 6        |

### Certifications
| Pays          | Certification | Date | Ventes certifiées |
| ------------- | ------------- | ---- | ----------------- |
| France (SNEP) | Or            | 1987 | 500 000           |

## Reprises
En 2004, Une autre histoire a été reprise par Les Enfoirés sur leur album Les Enfoirés dans l'espace, également parue sur le volume 3 de la compilation La Compil'. Houcine Camara et Aurélie Konaté, deux candidats de la deuxième saison de l'émission Star Academy, ont repris la chanson en 2002 sur l'album Fait sa boum. En 2006, les candidats de l'émission Nouvelle Star ont enregistrés leur version de la chanson. En décembre 2012, la chanteuse Ève Angeli a également repris Une autre histoire.Les kids united nouvelle génération dans leur album l’hymne à la vie.

## Liens
- Ressources relatives à la musique :   - Discogs
  - Genius
  - Last.fm
  - MusicBrainz (œuvres)
  - MusicBrainz (groupes de sorties)
  - Shazam
  - SoundCloud